# Artabotris
Artabotris (lat. Artabotrys), rod tropskih i suptropskih vazdalenih grmastih penjačica i padačica, rjeđe manjeg drveća, raširenog po Africi, Aziji i Australiji. Pripada porodici Annonaceae. Priznato je preko 100 vrsta.

## Vrste
1. Artabotrys aereus Ast
2. Artabotrys antunesii Engl. & Diels
3. Artabotrys arachnoides J.Sinclair
4. Artabotrys atractocarpus I.M.Turner
5. Artabotrys aurantiacus Engl. & Diels
6. Artabotrys blumei Hook.f. & Thomson
7. Artabotrys brachypetalus Benth.
8. Artabotrys brevipes Craib
9. Artabotrys burmanicus A.DC.
10. Artabotrys byrsophyllus I.M.Turner & Utteridge
11. Artabotrys cagayanensis Merr.
12. Artabotrys camptopetalus Diels
13. Artabotrys carnosipetalus Jessup
14. Artabotrys caudatus Wall. ex Hook.f. & Thomson
15. Artabotrys coccineus Keay
16. Artabotrys collinus Hutch.
17. Artabotrys congolensis De Wild. & T.Durand
18. Artabotrys costatus King
19. Artabotrys crassifolius Hook.f. & Thomson
20. Artabotrys crassipetalus Pellegr.
21. Artabotrys cumingianus S.Vidal
22. Artabotrys dahomensis Engl. & Diels
23. Artabotrys darainensis Deroin & L.Gaut.
24. Artabotrys dielsianus Le Thomas
25. Artabotrys fragrans Ast
26. Artabotrys gossweileri Baker f.
27. Artabotrys gracilis King
28. Artabotrys grandifolius King
29. Artabotrys hainanensis R.E.Fr.
30. Artabotrys harmandii Finet & Gagnep.
31. Artabotrys hexapetalus (L.f.) Bhandari
32. Artabotrys hienianus Bân
33. Artabotrys hildebrandtii O.Hoffm.
34. Artabotrys hirtipes Ridl.
35. Artabotrys hispidus Sprague & Hutch.
36. Artabotrys inodorus Zipp.
37. Artabotrys insignis Engl. & Diels
38. Artabotrys jacques-felicis Pellegr.
39. Artabotrys jollyanus Pierre
40. Artabotrys kinabaluensis I.M.Turner
41. Artabotrys kurzii Hook.f. & Thomson
42. Artabotrys lanuginosus Boerl.
43. Artabotrys lastoursvillensis Pellegr.
44. Artabotrys letestui Pellegr.
45. Artabotrys libericus Diels
46. Artabotrys likimensis De Wild.
47. Artabotrys longistigmatus Nurainas
48. Artabotrys lowianus King
49. Artabotrys luteus Elmer
50. Artabotrys luxurians Ghesq. ex Cavaco & Keraudr.
51. Artabotrys macrophyllus Hook.f.
52. Artabotrys macropodus I.M.Turner
53. Artabotrys madagascariensis Miq.
54. Artabotrys maingayi Hook.f. & Thomson
55. Artabotrys manoranjanii M.V.Ramana, J.Swamy & K.C.Mohan
56. Artabotrys modestus Diels
57. Artabotrys monteiroae Oliv.
58. Artabotrys multiflorus C.E.C.Fisch.
59. Artabotrys nicobarianus D.Das
60. Artabotrys oblanceolatus Craib
61. Artabotrys oblongus King
62. Artabotrys ochropetalus I.M.Turner
63. Artabotrys oliganthus Engl. & Diels
64. Artabotrys oxycarpus King
65. Artabotrys pallens Ast
66. Artabotrys palustris Louis ex Boutique
67. Artabotrys pandanicarpus I.M.Turner
68. Artabotrys parkinsonii Chatterjee
69. Artabotrys petelotii Merr.
70. Artabotrys phuongianus Bân
71. Artabotrys pierreanus Engl. & Diels
72. Artabotrys pilosus Merr. & Chun
73. Artabotrys pleurocarpus Maingay ex Hook.f. & Thomson
74. Artabotrys polygynus Miq.
75. Artabotrys porphyrifolius Nurainas
76. Artabotrys punctulatus C.Y.Wu
77. Artabotrys rhynchocarpus C.Y.Wu
78. Artabotrys roseus Boerl.
79. Artabotrys rufus De Wild.
80. Artabotrys rupestris Diels
81. Artabotrys sahyadricus Robi, K.M.P.Kumar & Hareesh
82. Artabotrys sarawakensis I.M.Turner
83. Artabotrys scortechinii King
84. Artabotrys scytophyllus (Diels) Cavaco & Keraudren
85. Artabotrys siamensis Miq.
86. Artabotrys spathulatus J.Chen, Chalermglin & R.M.K.Saunders
87. Artabotrys speciosus Kurz ex Hook.f. & Thomson
88. Artabotrys spinosus Craib
89. Artabotrys stenopetalus Engl. & Diels
90. Artabotrys suaveolens (Blume) Blume
91. Artabotrys sumatranus Miq.
92. Artabotrys tanaosriensis J.Chen, Chalermglin & R.M.K.Saunders
93. Artabotrys taynguyenensis Bân
94. Artabotrys tetramerus Bân
95. Artabotrys thomsonii Oliv.
96. Artabotrys tipulifer I.M.Turner & Utteridge
97. Artabotrys tomentosus Nurainas
98. Artabotrys uniflorus (Griff.) Craib
99. Artabotrys vanprukii Craib
100. Artabotrys veldkampii I.M.Turner
101. Artabotrys velutinus Scott Elliot
102. Artabotrys venustus King
103. Artabotrys vidalianus Elmer
104. Artabotrys vietnamensis Bân
105. Artabotrys vinhensis Ast
106. Artabotrys wrayi King
107. Artabotrys zeylanicus Hook.f. & Thomson